# Svatý Ananiáš
Svatý Ananiáš je postava zachycená ve Skutcích apoštolů v Novém Zákoně. Katolickými a pravoslavnými církvemi je uctíván jako světec.

## Život
O Ananiášovi je známo pouze to, co o něm prozrazuje biblický text (Skutky apoštolů 9, 10-16) a popis jeho života a smrti v Patrologia graeca. Podle tohoto textu žil v Damašku a měl účast na událostech kolem obrácení svatého Pavla na křesťanskou víru. Zachycen je jeho dialog ve vytržení s Ježíšem Kristem, který mu přikazuje, aby vyhledal Saula, vložil na něj ruce a tím jej zbavil slepoty, kterou trpěl od svého pádu z koně před branami Damašku. Ananiáš se původně zdráhal příkaz vykonat, protože znal Saulovu minulost, pak ale Krista uposlechl. 
Z Damašku odešel do Eleutheropolisu a tam ukazoval lidem cestu ke spáse a uzdravení nemocných, mnohé pokřtil a přivedl ke Kristu. V Eleutheropolisu guvernér Lucian, který dříve uctíval modly, nařídil lidem, aby vzali Ananiáše, odvezli ho z města a ukamenovali. Ananiáš tak zemřel mučednickou smrtí, kterou vidělo několik křesťanů, kteří šli náhodou kolem. Mrtvé Ananiášovo tělo bylo pak odneseno do Damašku, kde byl Ananiáš slavnostně pohřben. 
V liturgickém kalendáři je připomínán ve stejný den jako svátek Obrácení sv. Pavla – 25. ledna. Pravoslavná církev o něm píše jako o damašském biskupovi.